# مشاع 10 غز أباد (غرمسار كرمان)
مشاع 10 غز أباد (بالإنجليزية: Masha-ye 10 Gazabad)‏ هي منطقة سكنية تقع في إيران في قسم غرمسار الریفي. يقدر عدد سكانها بـ 69 نسمة .